# ريكي فان دين بيرغ
ريكي فان دين بيرغ (بالهولندية: Ricky van den Bergh)‏ (17 نوفمبر 1980 بلاهاي في هولندا - ) هو لاعب كرة قدم هولندي في مركز الوسط. لعب مع آر كي سي فالفيك وأدو دين هاغ وسبارتا روتردام وهيراكليس ألميلو وSV Spakenburg ‏.

## روابط خارجية
- ريكي فان دين بيرغ على موقع قاعدة بيانات كرة القدم.إي يو (الإنجليزية)
- ريكي فان دين بيرغ على موقع Soccerway.com (الإنجليزية)
- ريكي فان دين بيرغ على موقع عالم كرة القدم.نت (الإنجليزية)